# Kosmos 2282
Kosmos 2282, ruski satelit sustava ranog upozorenja o raketnom napadu iz programa Kosmos. Vrste je Prognoz (Oko1-1 br. 7123).
Lansiran je 6. srpnja 1994. godine u 23:58 s kozmodroma Bajkonura (Tjuratam) u Kazahstanu. Lansiran je u geostacionarnu orbitu oko planeta Zemlje raketom nosačem Proton-K/DM-2 8K72K. Orbita mu je 35.748 km u perigeju i 35.820 km u apogeju. Orbitna inklinacija mu je 2,29°. Spacetrackov kataloški broj je 23168. COSPARova oznaka je 1994-038-A. Zemlju obilazi u 1435,96 minuta. Pri lansiranju bio je mase 2500 kg. 

## Vanjske poveznice
- N2YO.com Search Satellite Database
- Celes Trak SATCAT Format Documentation (engl.)
- Kunstman  Arhivirana inačica izvorne stranice od 12. kolovoza 2019. (Wayback Machine) Satellites in Orbit (engl.)